# 平和之森公園 (大田區)
平和之森公園（日语：／ Heiwanomori-kōen */?）是東京都大田區的區立公園，也是同地地名。
本公園是填埋平和島運河所打造，為大田區面積最大的區立公園。公園內有廣場、水池、網球場、弓道場、射箭場等運動設施。此外，園內有東京23區唯一獲得運動場協會認可的運動場（付費）。

## 歷史
- 1982年5月22日 - 開園。
面積約99,000 m²
- 1984年 - 大田區發表平和都市宣言，公園的象徵「寶貝」像完成。
- 2005年3月1日 - 實施住居表示[2]。

### 地名變遷
| 實施後       | 實施年月日   | 實施前                                           |
| ------------ | ------------ | ------------------------------------------------ |
| 平和之森公園 | 2005年3月1日 | 平和島五丁目八番六至大森東一丁目無番地國有地之間 |

## 主要設施
- 運動場
  - 利用時間：早上9點至下午4點30分（入場時間至下五3點）
  - 休業日：新年、每週日與天候不佳時

- 網球場
- 弓道場
- 射箭場
- 眺望廣場
- 瓢箪池

環七通將公園分為南北兩側。公園鄰接擁有人工海濱的大森故鄉濱邊公園與大森海苔的故鄉館，附近還有平和島公園與平和島競艇場。

## 交通方式
- 京急本線平和島站步行約13分
- 終日開放，但深夜、清晨不開放運動設施。
- 備有停車場（須付費）。
- 費用：入園免費。運動場須付費。其他運動設施也須付費，須事先洽詢公園事務所。

## 備註
1. ↑  大田区ホームページ：平成25年8月1日現在
2. 1 2  2006年（平成18年）9月1日総務省告示第482号「住居表示を実施した件」

## 外部連結
- 大田區網站ト